# Rachel Miner
Rachel Anne Miner (Nova Iorque, 29 de julho de 1980) é uma atriz americana. Ela ganhou destaque pela primeira vez por sua interpretação de Michelle Bauer na novela de televisão Guiding Light (1990–95). Ela fez sua estréia no cinema em Alice (1990), de Woody Allen, e mais tarde foi aclamada pela crítica por seu papel principal em Bully (2001). Seus outros créditos no cinema incluem The Black Dahlia e Penny Dreadful (ambos em 2006). Ela também é conhecida por sua interpretação de Meg Masters na série de televisão Supernatural (2005-2020).

## Carreira

### Televisão
Nos papéis televisivos de Miner, incluem Vickie em  Shining Time Station: 'Tis a Gift  (1990), Michelle Bauer em  Guiding Light  (1989-1995), um papel de protagonista convidado em   Sex and the City  episódio, "Twenty-something Girls vs. Thirty-something Women" (1999) e Astrid em  NY-LON  (2004).
Ela aparece em 2007 na série de TV   Californication  como Dani California, uma referência a um personagem que aparace em várias músicas dos Red Hot Chili Peppers.
Em 2008, ela apareceu em  "The Sacrifice", um episódio da série  Fear Itself .
De 2009 a 2013, Miner interpretou o demônio Meg Masters em   Supernatural . Sua primeira aparição na série foi no episódio "Sympathy to Devil", episódio de estréia da 5ª temporada, e no episódio "Abandon All Hope", também na 5ª temporada. Ela reapareceu na 6ª temporada no episódio "Caged Heat" e na 7ª temporada no episódio "The Born-Again Identity", com aparições em "Reading is Fundamental" e no final da temporada "Survival of the Fittest". Ela apareceu novamente na 8ª temporada "Goodbye Stranger". O papel foi destinado a ser maior, mas Miner sofreu uma lesão nas costas durante as filmagens de "Caged Heat" que a impedia de fazer a cena mais difícil.

### Teatro
Entre seus papéis no teatro, que são Jennifer em Laura Cahill  Naked Faith: The Way at Naked Angels in New York  (1994), Margot Frank (substituindo um membro do elenco original a atriz Missy Yager) em  The Diary of Anne Frank  em Broadway (1997), Rivkele na adaptação de Sholem Asch's  God of Vengeance  no "ACT Theatre" em Seatlle (2000), Sandy em Rebeca Gilman  Blue Surg  no Goodman Theatre em Chicago (2001) e no The Public Theatre, em Nova Iorque (2002).

## Vida pessoal
A terceira geração de Miner no show business, ela é filha do diretor e professor Peter Miner e neta do diretor/produtor Worthington Miner e atriz Frances Fuller. Em 1998 ela se casou-se com Macaulay Culkin ator de  Esqueceram de Mim. Eles se divorciaram quatro anos depois.
Em 2012 ela começou a sofrer de esclerose múltipla, afetando severamente a sua carreira. Sua personagem Meg de Supernatural foi morta em seu próprio pedido.

## Filmografia

### Filmes
| Ano  | Título                              | Papel                      | Notas                                            |
| ---- | ----------------------------------- | -------------------------- | ------------------------------------------------ |
| 1990 | Alice                               | Alice - 12 anos            |                                                  |
| 1990 | Shining Time Station: 'Tis A Gift   | Vickie                     | Filme de TV                                      |
| 1997 | Henry Fool                          | Menina na biblioteca Ep. 3 |                                                  |
| 1999 | Joe the King                        | Patty                      |                                                  |
| 2001 | Bully                               | Lisa Connelly              | Ganhou - Stockholm Film Festival de Melhor Atriz |
| 2004 | Haven                               | Eva                        |                                                  |
| 2005 | Man of God                          | Karen Cohen                | Direto para DVD                                  |
| 2005 | Little Athens                       | Allison                    | Direto para DVD                                  |
| 2005 | Circadian Rhythm                    | Sarah                      |                                                  |
| 2006 | Fatwa                               | Cassie Davidson            | Direto para DVD                                  |
| 2006 | Love & Debate                       | Sophia                     | Direto para DVD                                  |
| 2006 | The Black Dahlia                    | Martha Linscott            |                                                  |
| 2006 | Onion Underwater                    | Tara                       | Curta-metragem                                   |
| 2006 | Grasshopper                         | Terri                      | Curta-metragem                                   |
| 2006 | Penny Dreadful                      | Penny Deerborn             |                                                  |
| 2006 | The Still Life                      | Robin                      |                                                  |
| 2007 | Cult                                | Mindy                      | Direto para DVD                                  |
| 2007 | The Blue Hour                       | Julie                      |                                                  |
| 2007 | The Memory Thief                    | Mira                       | Direto para DVD                                  |
| 2007 | Tooth & Nail                        | Neon                       | Direto para DVD                                  |
| 2008 | Hide                                | Betty                      |                                                  |
| 2008 | The Butterfly Effect 3: Revelations | Jenna Reid                 | Direto para DVD                                  |
| 2009 | Life of Lemon                       | Esther                     | Direto para DVD                                  |
| 2010 | The Love Affair                     | Karen Hall                 | Curta-metragem                                   |
| 2010 | Love & Distrust                     | Terri                      | Direto para DVD                                  |
| 2011 | 51                                  | Sgt. Hannah                | Filme de TV                                      |
| 2011 | Elwood                              | Lulu Palu                  | Curta-metragem                                   |
| 2012 | In Their Skin                       | Jane                       |                                                  |
| 2013 | East of Acadia                      | Clair                      |                                                  |

### Televisão
| Ano             | Título                        | Papel                        | Notas |
| --------------- | ----------------------------- | ---------------------------- | --- |
| 1990-1995       | The Guiding Light             | Michelle Bauer               | 50 episódios Venceu – Young Artist Award de Melhor Atriz Jovem em Série Daytime (1992, 1994) Nomeada – Young Artist Award de Melhor Atriz Jovem em Série Daytime (1993, 1995) Nomeada – Soap Opera Digest Award de Melhor Ator Infantil (1993, 1994) Nomeada – Daytime Emmy para Outstanding Younger atriz protagonista em Série Dramática (1995) |
| 1995            | American Experience           | Voz Ator - Múltiplas funções | Episódio: "The Orphan Trains" |
| 1999            | Sex and the City              | Laurel                       | Episódio: "Twenty-Something Girls vs. Thirty-Something Women" |
| 2004            | NY-LON                        | Astrid                       | 7 episódios |
| 2005            | Bones                         | Mary Costello                | Episódio: "The Girl in the Fridge" |
| 2006            | Medium                        | Emilia 'Lia' Purcell         | Episódio: "Lucky in Love" |
| 2006            | CSI Crime Scene Investigation | Valerie Whitehall            | Episódio: "Rashomama" |
| 2006            | Without a Trace               | Julia Martic                 | Episódio: "Damage Done" |
| 2007-2008       | Californication               | Dani                         | 12 episódios |
| 2008            | Fear Itself                   | Chelsea                      | Episódio: "The Sacrifice" |
| 2008            | The Cleaner                   | Sarah Gibbons                | Episódio: "The Eleventh Hour" |
| 2008            | Life                          | Squeaky Uhry                 | Episódio: "Canyon Flowers" |
| 2009            | CSI: Miami                    | Tammy Witten                 | Episódio: "Presumed Guilty" |
| 2009-2013, 2020 | Supernatural                  | Meg Masters                  | 7 episódios |
| 2009-2013, 2020 | Supernatural                  | The Empty                    | 3 episódios |
| 2009            | Psycho Girlfriend             | Meagan                       | Episódio: "The New Girl" |
| 2009-2010       | The Online Gamer              | Beth                         | 2 episódios |
| 2010            | Cold Case                     | Anna Coulson                 | Episódio: "Two Weddings" |
| 2010            | No Ordinary Family            | Rebecca Jessup               | Episódio: "No Ordinary Quake" |
| 2010            | Terriers                      | Eleanor Gosney               | 2 episódios |
| 2010            | Army Wives                    | Jasmine Wilkes               | Episódio: "Deadly Force" |
| 2011            | Criminal Minds                | Molly Grandin                | Episódio: "Today I Do" |
| 2011-2012       | Sons of Anarchy               | Dawn Trager                  | 2 episódios |
| 2020            | Chicago Fire                  | Jennifer Davis               | Episódio: "Protect a Child" |

## Videoclipes
- Sunday, Sonic Youth (1998)
- Only One, Yellowcard (2005)